# Ormosia vicosana
Ormosia vicosana är en ärtväxtart som beskrevs av Velva Elaine Rudd. Ormosia vicosana ingår i släktet Ormosia och familjen ärtväxter. Inga underarter finns listade i Catalogue of Life.